# La Vie ardente
Pour plus de détails, voir Fiche technique et Distribution.
La Vie ardente (La calda vita) est un film dramatique franco-italien écrit et réalisé par Florestano Vancini et sorti en 1964. Il est adapté du roman homonyme de Pier Antonio Quarantotti Gambini publié en 1958.

## Synopsis
Sergia, une jeune fille désinvolte de 18 ans, est courtisée par deux garçons, Freddy et Max. Elle accepte leur proposition de passer deux jours en leur compagnie sur une île déserte de la côte sarde, mais la jalousie entre les deux hommes va faire des ravages...

## Fiche technique
Sauf indication contraire, les informations mentionnées dans cette section peuvent être confirmées par la base de données cinématographiques IMDb,  présente dans la section « Liens externes ».
- Titre français : La Vie ardente ou La Vie chaude ou Ardente Jeunesse ou La Chaleur de la vie[1]
- Titre original italien : La calda vita[2]
- Réalisation : Florestano Vancini
- Scénario : Florestano Vancini d'après le roman de Pier Antonio Quarantotti Gambini
- Photographie : Roberto Gerardi
- Montage : Roberto Cinquini (it)
- Musique : Carlo Rustichelli
- Production : Silvio Clementelli
- Sociétés de production : Jolly Film, Les Films Agiman
- Pays de production :  Italie -  France
- Langue de tournage : italien
- Format : Couleur par Technicolor - 2,35:1 - Son mono - 35 mm
- Durée : 110 minutes (1 h 50[2])
- Genre : Drame de mœurs[1]
- Dates de sortie :
  - Italie : 27 février 1964 (Turin) ; 29 février 1964 (Rome) ; 11 mars 1964 (Milan)
  - Suisse : 22 juillet 1964 (Festival international du film de Locarno)
  - France : 6 novembre 1964[1]
- Classification :
  - Italie : Interdit aux moins de 18 ans[2]

## Distribution
- Catherine Spaak : Sergia
- Jacques Perrin : Freddy
- Fabrizio Capucci (it) : Max
- Gabriele Ferzetti : Guido
- Daniele Vargas : Osvaldo
- Halina Zalewska : Liu
- Marcella Rovena

## Production
Alors que dans le roman original, l'intrigue se déroule à Trieste, le lieu de l'action du film est le sud de la Sardaigne, notamment la région côtière de Cagliari et Villasimius qui n'était pas aussi construite au moment du tournage comme elle le sera dans les années qui suivront.